# Meinier
Meinier (toponimo francese) è un comune svizzero di 2 141 abitanti del Canton Ginevra.

## Storia
Il comune di Meinier è stato istituito nel 1816.

## Monumenti e luoghi d'interesse

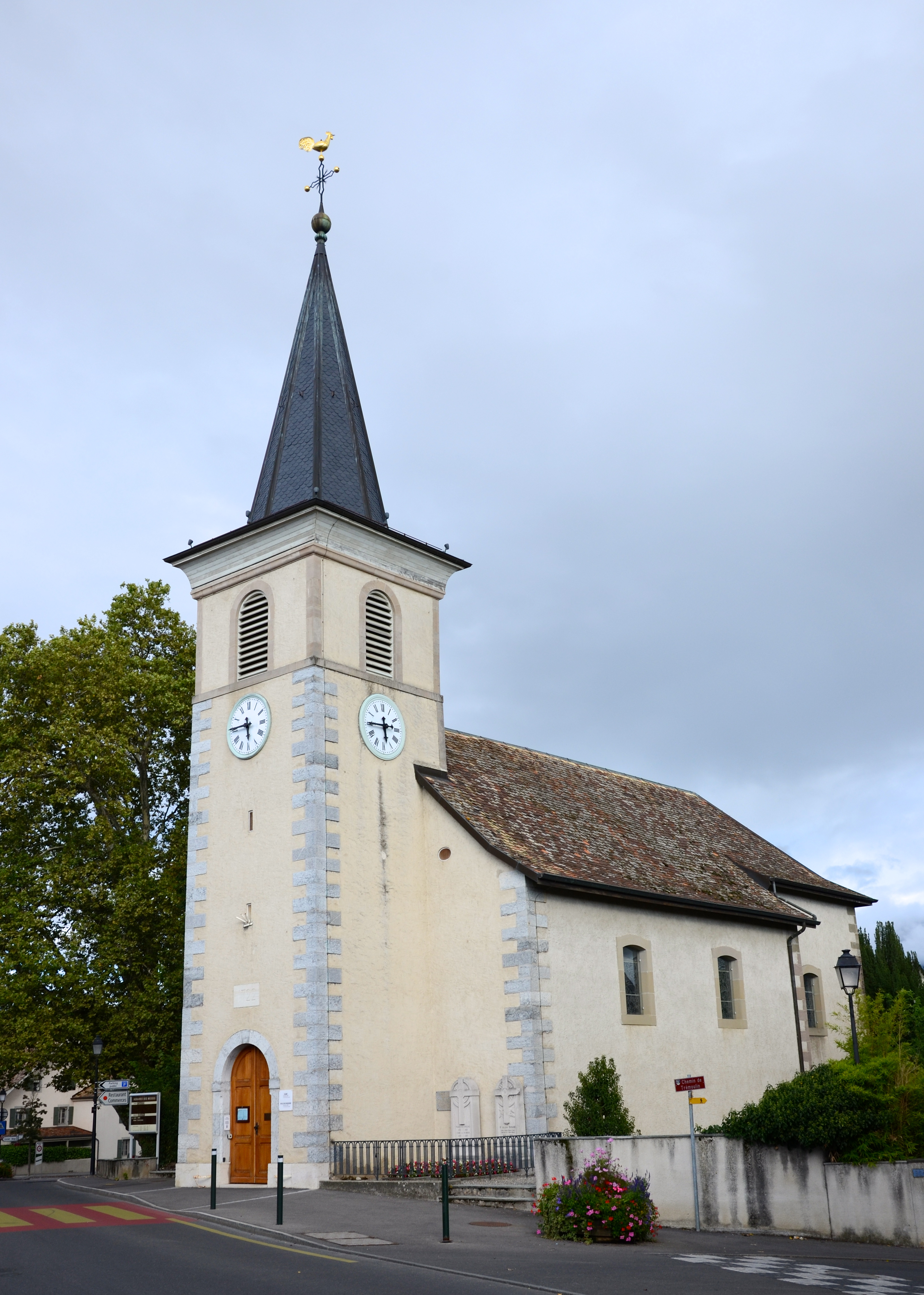
La chiesa cattolica dei Santi Pietro e Paolo

- Chiesa cattolica dei Santi Pietro e Paolo, eretta nell'Alto Medioevo[1].

## Società

### Evoluzione demografica
L'evoluzione demografica è riportata nella seguente tabella:
Abitanti censiti

## Geografia antropica

### Frazioni
Le frazioni di Meinier sono:
- Compois
- Corsinge
- Essert
- Le Carre[3]
  - Carre d'Amont
  - Carre d'Aval

## Amministrazione
Ogni famiglia originaria del luogo fa parte del comune patriziale che ha la responsabilità della manutenzione di ogni bene comune.